# The Stanley Brothers
The Stanley Brothers a fost un duo de cântăreți americani de bluegrass⁠(d) format din frații Carter Stanley⁠(d) (27 august 1925 – 1 decembrie 1966) și Ralph Stanley⁠(d) (25 februarie 1927 – 23 iunie 2016). Fondatori ai formației The Clinch Mountain Boys, aceștia au cântat împreună până la moartea lui Carter în 1966.

## Cariera
Carter și Ralph Stanley s-au născut la o fermă mică din comitatul Dickenson, Virginia, lângă McClure⁠(d).
Cei doi frați au format grupul muzical Lazy Ramblers și au cântat împreună la radioul WJHL⁠(d) din Johnson City⁠(d), Tennessee. Al Doilea Război Mondial le-a întrerupt cariera muzicală, însă odată lăsați la vatră, aceștia și-au reluat activitatea muzicală. Au înființat formația The Stanley Brothers și Clinch Mountain Boys⁠(d) în noiembrie 1946, fiind primul proiectul muzical care a adoptat genul bluegrass inventat de Bill Monroe⁠(d). Carter era vocea principală și cânta la chitară, iar Ralph cânta la banjo și avea o voce puternică de tenor. Printre primii membri ai formației au fost Darrell „Pee Wee” Lambert⁠(d) la mandolină și Bobby Sumner la vioară⁠(d). Sumner a fost ulterior înlocuit de Leslie Keith⁠(d).
Pe 26 decembrie 1946, formația a început să cânte la postul de radio WCYB⁠(d) din Bristol, Tennessee⁠(d) în cadrul celebrei emisiuni Farm and Fun Time. Prima înregistrare a fost realizată în septembrie 1947 pentru casa de discuri Rich-R-Tone Records. Albumele lor au avut succes, depășindu-le la nivel regional inclusiv pe cele lansate de Eddy Arnold⁠(d). Începând din 1948, Ralph a început să cânte la banjo cu trei degete, stil popularizat de muzicianul Earl Scruggs⁠(d). În martie 1949, Stanley Brothers au început să înregistreze materiale pentru Columbia Records. Bill Monroe⁠(d) a detestat enorm formații precum The Stanley Brothers și Flatt & Scruggs⁠(d), considerând că acestea „i-au furat” muzica prin adoptarea stilului său și reprezentau concomitent „amenințări financiare”.
Dificultățile financiare de la începutul anilor 1950 i-au forțat pe frații Stanley să renunțe temporar la cariera muzicală. Cei doi au început să lucreze pentru Ford Motor Company din Detroit. În cele din urmă, Monroe și frații Stanley au devenit prieteni, iar Carter a cântat timp de câteva luni alături de Bill Monroe în vara anului 1951. În august 1951, Ralph a fost implicat într-un grav accident de mașină. După recuperare, Carter și Ralph au revenit pe scena muzicală împreună cu Clinch Mountain Boys.
Popularitatea muzicii bluegrass a intrat în declin spre finalul anilor 1950, iar frații Stanley s-au mutat în Live Oak, Florida⁠(d), unde au fost cap de afiș al emisiunii radio săptămânale Suwannee River Jamboree de pe postul radio WNER⁠(d) din 1958 până în 1962. În 1966, aceștia au plecat în turneu în Europa, iar odată reveniți în Statele Unite, au continuat să cânte împreună până la moartea lui Carter în decembrie 1966.
Mulți ani mai târziu, Ralph a reînființat Clinch Mountain Boys și a cântat cu  aceștia până în 2013. A înregistrat alături de fiul său ultimul album - Side by Side - în 2014. Printre muzicienii care au cântat în Clinch Mountain Boys se numără Ricky Skaggs⁠(d), Keith Whitley⁠(d), Larry Sparks⁠(d), Curly Ray Cline⁠(d), Jack Cooke, Roy Lee Centers, Charlie Sizemore, Ray Goins și Ralph Stanley II. A revenit în atenția publicului datorită coloanei sonore a filmului Marea hoinăreală din 2000, care includea melodiile „Man of Constant Sorrow” și „O Death⁠(d)”.

## Moștenire
The Stanley Brothers au fost incluși în International Bluegrass Music Hall of Honor⁠(d) în 1992. În 2005, Teatrul Barter State din Virginia a pus în scenă pentru prima dată producția originală Man of Constant Sorrow: The Story of the Stanley Brothers, scrisă de Dr. Douglas Pote.
University Press of Mississippi a publicat prima biografie completă a formației The Stanley Brothers - Lonesome Melodies: The Lives and Music of the Stanley Brothers de David W. Johnson (1 februarie 2013).

## Membrii Clinch Mountain Boys
- Carter Stanley
- Ralph Stanley
- George Shuffler
- Darrell "Pee Wee" Lambert
- Jim Williams
- Curly Lambert
- James Price
- Robert "Bobby" Sumner
- Lester Woodie (mort 2018)[21]
- Ralph Mayo
- Chubby Anthony
- Art Stamper
- Joe Meadows
- Paul Moon Mullins
- Red Stanley
- Don Miller
- Vernon Derrick
- Curly Ray Cline
- James "Jay" Hughes
- Ernie Newton
- James "Chick" Stripling
- Mike Seeger
- Charlie Cline
- Bill Napier
- Albert Elliott
- Larry Sparks
- James Alan Shelton
- Jack Cooke
- John Shuffler
- Melvin Goins
- Johnny Bonds
- Bill Slaughter

## Discografie

### Albume
| An   | Titlu                                                                 | Casă de discuri | Număr    | Note                                                                             |
| 1958 | Country Pickin' and Singin'                                           | Mercury         | MG-20349 |                                                                                  |
| 1959 | Stanley Brothers & The Clinch Mountain Boys                           | King            | 615      |                                                                                  |
| 1959 | Hymns and Sacred Songs                                                | King            | 645      |                                                                                  |
| 1959 | Mountain Song Favorites Featuring 5 String Banjo                      | Starday         | SLP 106  | relansat în 1964 prin casa de discuri Nashville NLP-2014                         |
| 1960 | Sacred Songs from the Hills                                           | Starday         | SLP-122  |                                                                                  |
| 1960 | The Stanley Brothers Sing Everybody's Country Favorites               | King            | 690      |                                                                                  |
| 1960 | For the Good People: Sacred Songs                                     | King            | 698      |                                                                                  |
| 1961 | The Stanley's In Person                                               | King            | 719      | Stereo                                                                           |
| 1961 | Stanley Brothers Live at Antioch College - 1960                       | Vintage         | ZK 002   | Ediție limitată (500 de copii)                                                   |
| 1961 | Sing the Songs They Like Best                                         | King            | 772      |                                                                                  |
| 1961 | The Stanley Brothers                                                  | Harmony         | HL-7291  | înregistrat în 1949                                                              |
| 1961 | Old Country Church                                                    | Gusto           | 0084     |                                                                                  |
| 1962 | Award Winners at the Folk Song Festival                               | King            | 791      | Înregistrare live                                                                |
| 1962 | Good Old Camp Meeting Songs                                           | King            | 805      |                                                                                  |
| 1962 | The Mountain Music Sound of the Stanley Brothers                      | Starday         | SLP-201  |                                                                                  |
| 1962 | Old Time Camp Meeting                                                 | King            | 750      |                                                                                  |
| 1963 | Folk Concert from the Heart of America                                | King            | 834      | relansat prin casa de discuri Hollywood HT-248                                   |
| 1963 | The Country Folk Music Spotlight                                      | King            | 864      |                                                                                  |
| 1963 | The World's Finest Five String Banjo                                  | King            | 872      | titlu alternativ: Banjo in the Hills                                             |
| 1963 | Hard Times                                                            | Mercury         | MG 20884 | SR 60884 stereo                                                                  |
| 1964 | Hymns of the Cross                                                    | King            | 918      | înregistrat cu George Shuffler                                                   |
| 1965 | The Remarkable Stanley Brothers Play and Sing Bluegrass Songs for You | King            | 924      |                                                                                  |
| 1965 | Songs of Mother and Home                                              | Wango           | LP 106   | relansat în 1973 prin County 738                                                 |
| 1966 | The Stanley Brothers: Their Original Recordings                       | Melodeon        | MLP 7322 | sesiune de înregistrări la Rich-R-Tone (1947), înregistrat în Bristol, Tennessee |
| 1966 | A Collection of Original Gospel & Sacred Songs                        | King            | 963      | titlu original: The Greatest Country and Western Show On Earth                   |
| 1966 | Jacob's Vision                                                        | Starday         | SLP-384  |                                                                                  |
| 1966 | The Stanley Brothers Goes to Europe                                   | Rimrock         | RLP 200  |                                                                                  |
| 1966 | The Angels are Singing                                                | Harmony         | HL 7377  | HS 11177 stereo                                                                  |
| 1966 | Carter & Ralph                                                        | Starday         | NLP-2037 |                                                                                  |
| 1966 | John's Gospel Quartet                                                 | Wango           | LP 103   | relansat în 1977 prin County 753                                                 |
| 1966 | John's Country Quartet                                                | Wango           | LP 104   | relansat în 1973 prin County 739                                                 |
| 1966 | John's Gospel Quartet                                                 | Wango           | LP 105   | relansat în 1976 prin County 754                                                 |
| 1966 | Bluegrass Gospel Favorites                                            | Cabin Creek     | 203      |                                                                                  |
| 1967 | Stanley Brothers Sing the Best-Loved Sacred Songs of Carter Stanley   | King            | 1013     |                                                                                  |
| 1967 | An Empty Mansion: In Memory of Carter Stanley                         | Rimrock         | RLP 153  | relansat în 1978 prin Old Homestead 118                                          |
| 1967 | A Beautiful Life                                                      | Rimrock         | RLP 200  | relansat în 1978 prin Old Homestead 119                                          |
| 1967 | Gospel Singing as Pure as the Mountain Stream                         | Rimrock         | RLP 200  |                                                                                  |
| 1969 | How Far to Little Rock                                                | King            | KLP-1046 |                                                                                  |
| 1970 | Sweeter Than the Flowers                                              | Nashville       | NLP-2078 | also NA7-2046-2                                                                  |
| 1970 | The Legendary Stanley Brothers, Recorded Live                         | Rebel           | SLP 1487 |                                                                                  |
| 1970 | The Legendary Stanley Brothers, Recorded Live, Vol 2                  | Rebel           | SLP 1495 |                                                                                  |
| 1971 | Together for the Last Time                                            | Lisa Joy        | 10329    | înregistrat live în 1956 și 1966, relansat în 1972 prin Rebel SLP 1512           |
| 1972 | On Radio: Great 1960 Radio Shows                                      | Rebel           | 1115     | înregistrat în Live Oak, Florida                                                 |
| 1972 | Stanley Brothers - Together for the Last Time                         | Rebel           | SLP-1512 |                                                                                  |
| 1973 | Stanley Brothers of Virginia                                          | County          | 739      |                                                                                  |
| 1976 | Stanley Brothers on the Air                                           | Wango           | 115      |                                                                                  |
| 1980 | Columbia Sessions Vol. 1                                              | Rounder         | SS-09    |                                                                                  |
| 1980 | Columbia Sessions Vol. 2                                              | Rounder         | SS-10    |                                                                                  |
| 1984 | On Radio Vol. 1                                                       | County          | 780      |                                                                                  |
| 1984 | On Radio Vol. 2                                                       | County          | 781      |                                                                                  |
| 1984 | Starday Sessions                                                      | County          | 106/107  |                                                                                  |
| 1988 | The Stanley Brothers on WCYB Bristol Farm & Fun Time                  | Rebel           | 855      | înregistrat în 1947                                                              |
| 1994 | Clinch Mountain Bluegrass                                             | Vanguard        | 77018-2  | album live, Newport Folk Festival, 1959 și 1964                                  |
| 1997 | Earliest Recordings                                                   | Rich-R-Tone     | 6004     | înregistrat 1947-1952                                                            |
| 2004 | An Evening Long Ago                                                   | Columbia Legacy | CK-86747 | înregistrat în Bristol, VA, martie 1956                                          |
| 2004 | The Last Show of the Stanley Brothers: Brown County Jamboree          | Stanleytone     |          | înregistrat în Bean Blossom, IN, 16 octombrie 1966                               |